# Alexey Martins Rodrigues Carvalho
Alexey Martins Rodrigues Carvalho (Rio de Janeiro, 24 novembre 1967) è un ex cestista brasiliano.

## Carriera
Con il Brasile ha disputato i Campionati americani del 1997.